# Піщаний ботанічний заказник
Піщаний — один з об'єктів природно-заповідного фонду Луганської області, ботанічний заказник місцевого значення.

## Розташування
Ботанічний заказник розташований між селами Комишне і Колесниківка, на території Піщаного лісництва Державного підприємства «Станично-Луганське лісомисливське господарство» в Станично-Луганському районі Луганської області. Координати: 48° 38' 55" північної широти, 39° 36' 41" східної довготи .

## Історія
Ботанічний заказник місцевого значення «Піщаний» оголошений рішенням виконкому Ворошиловградської обласної ради народних депутатів № 370 від 13 вересня 1977 року (в. ч.), № 247 від 28 червня 1984 року.
Під час російської збройної агресії проти України (2014–2015) на території заказника велися бої, в результаті чого він був пошкоджений пожежами (додатково див. екологічні наслідки війни на сході України).

## Загальна характеристика
Ботанічний заказник «Піщаний» загальною площею 120,0 га являє собою типовий для піщаної тераси Сіверського Дінця рослинний комплекс із природних і штучних угруповань. Складається з штучних насаджень сосни звичайної та дуба звичайного віком 40-80 років, а також ділянок відкритих пісків із специфічними піщано-степовими і агломеративними фітоценозами.

## Рослинний світ
Характерними для заказника рослинами є куничник наземний, костриця Беккера, келерія піщана, житняки гребінчастий і Лавренка, пирій повзучий, цмин піщаний, юрінея донська, чебрець Палласів, льонки дроколистий і солодкий та інші. Із рослин, занесених до Червоної книги України, зростають ковила дніпровська і східно-причорноморський піщаний ендемік із родини айстрових — волошка первинногерберова. На відкритих пісках зустрічаються рослини з Європейського Червоного списку — жовтозілля дніпровське і козельці дніпровські.